# Berlin-Rosenthal
Rosenthal is een stadsdeel van Berlijn. Het ligt in het westen van het district Pankow. 

## Ligging
Rosenthal grenst in het noorden aan Blankenfelde, in het oosten een klein stuk aan Französich Buchholz, in het zuiden aan Niederschönhausen en in het zuidwesten aan Wilhelmsruh. In het westen grenst het aan het Märkisches Viertel van het district Reinickendorf. 

## Geschiedenis
Rosenthal werd rond 1230 gesticht en bleef lange tijd een heel landelijk dorp. In 1858 waren er nog maar 353 inwoners. Het gebied was opgedeeld in een gemeente en een Gutsbezirk. Beiden werden in 1920 opgenomen in Groot-Berlijn en bij Pankow ingedeeld. 
Vanaf 1871 ontstond ten zuidoosten van het dorp, aan de grens met Niederschönhausen de landhuiskolonie Nordend. In de jaren 1890 ontstond er met Wilhelmsruh nog een nieuwe wijk. In het begin van de 20ste eeuw waren er dan ook drie benamingen gangbaar:  Rosenthal I (Wilhelmsruh), Rosenthal II (Dorf) und Rosenthal III (Nordend). 
Bij de opname in Groot-Berlijn werd het Gutsbezirk met 129 inwoners en het oostelijke gedeelte van het dorp Rosenthal samen met Nordend (1620 inwoners) bij Pankow ingedeeld. Wilhelmsruh en het westelijke gedeelde (4433 inwoners) werden bij het district Reinickendorf ingedeeld. In 1938 werd Wilhelmsruh wel terug naar Pankow overgeheveld, alhoewel een klein stuk wel tot Reinickendorf bleef behoren. 

## Verkeer
In 1901 werd een station in gebruik genomen aan de Heidekrautbahn. Na het einde van de Tweede Wereldoorlog bevond het station zich net op de grens tussen Oost- en West-Berlijn. Na de bouw van de Berlijnse Muur was er geen doorgaand verkeer meer mogelijk en werd het station ook afgebroken. Er zijn wel plannen om de Heidekrautbahn te reactiveren. 
De tramlijn M1 verbindt Rosenthal met het centrum van Berlijn. 

## Sport
FC Concordia Wilhelmsruh speelde in de Nordendarena. Voorgangerclub Berliner FC Concordia speelde vijf seizoenen in de hoogste klasse. De club is actief in de lagere reeksen. 

Blankenburg ·
Blankenfelde ·
Buch ·
Französisch Buchholz ·
Heinersdorf ·
Karow ·
Niederschönhausen ·
Pankow ·
Prenzlauer Berg ·
Rosenthal ·
Stadtrandsiedlung Malchow ·
Weißensee ·
Wilhelmsruh